# Hoerbuchedition words & music

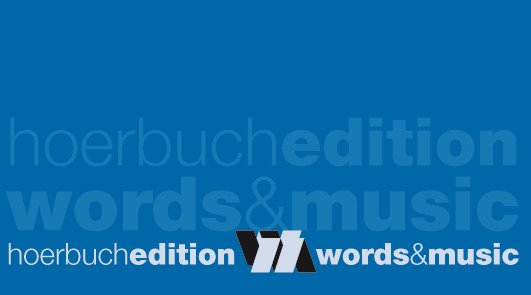
Verlagslogo hoerbuchedition words and music

Die hoerbuchedition words & music ist ein deutscher Hörbuchverlag mit Sitz in Berlin. Der Hörbuchverlag wurde 2007 gegründet.
Zu den bekanntesten Hörbüchern des Verlags zählen die Hörspiele Barclay & Felipe oder Ubu Rex Saxonia von Peter Eckhart Reichel, aber auch Lesungen mit Musik, wie Erik Satie: Worte und Musik oder Die Psychologie der Erbtante nach Texten von Erich Mühsam. Einige dieser Hörbücher erhielten Auszeichnungen u. a. durch die Juroren der hr2-Hörbuchbestenliste und Nominierungen für den Deutschen Hörbuchpreis 2008 und 2011.

## Hörbuchproduktionen & E-Books (Auswahl)
- Die Nase von Nikolai Wassiljewitsch Gogol, Erzählung gelesen von Werner Wikening (ungekürzte Lesung), 2019, EAN 4057664516107.
- Der seltsame Fall des Dr. Jekyll und Mr. Hyde von Robert Louis Stevenson, gelesen von Richard Heinrich (ungekürzte Lesung), 2018, EAN 4057664464385.
- Studio-Workshop: Hörspiele konzipieren und professionell produzieren, Ein Ratgeber von Peter Eckhart Reichel, E-Book als DVD, 2012, ISBN 978-3-9813027-4-5.
- Wer nicht vögeln will, muss fliegen, Live-Lesung von und mit Jockel Tschiersch und Katharina Spiering, 2011, ISBN 978-3-9813027-2-1.
- Hörbücher produzieren: Von der Idee zur fertigen Audioproduktion, Ein Ratgeber von Peter Eckhart Reichel, E-Book als DVD, 2010, ISBN 978-3-9813027-3-8.
- Nein ernst, als ob das komisch wär … – Kabarettistisches um, über und mit Joachim Ringelnatz, gelesen von Michael Quast und  Moritz Stoepel mit O-Tönen von Joachim Ringelnatz, SR/hoerbuchedition words & music, 2009, ISBN 978-3-9813027-0-7.
- Ubu Rex Saxonia – Hörspiel von Peter Eckhart Reichel frei nach dem Theaterstück Ubu Roi von Alfred Jarry mit Andreas Mannkopff, Marie Gruber, Hans Teuscher, Irm Hermann, Gerd Wameling, Peter Schneider, Hilmar Eichhorn, u. v. a. 2008, ISBN 978-3-9811778-7-9.
- Barclay und Felipe – Hörspiel von Peter Eckhart Reichel mit Otto Sander und Manfred Steffen, 2007, ISBN 978-3-9811778-0-0.